# Stadion Miejski im. Grzegorza Lato w Mielcu
Stadion Miejski im. Grzegorza Lato – stadion w Mielcu przy ul. Solskiego 1. Mecze rozgrywają na nim drużyny klubu piłkarskiego FKS Stal Mielec, jest także używany przez LKS Stal Mielec.

## Historia

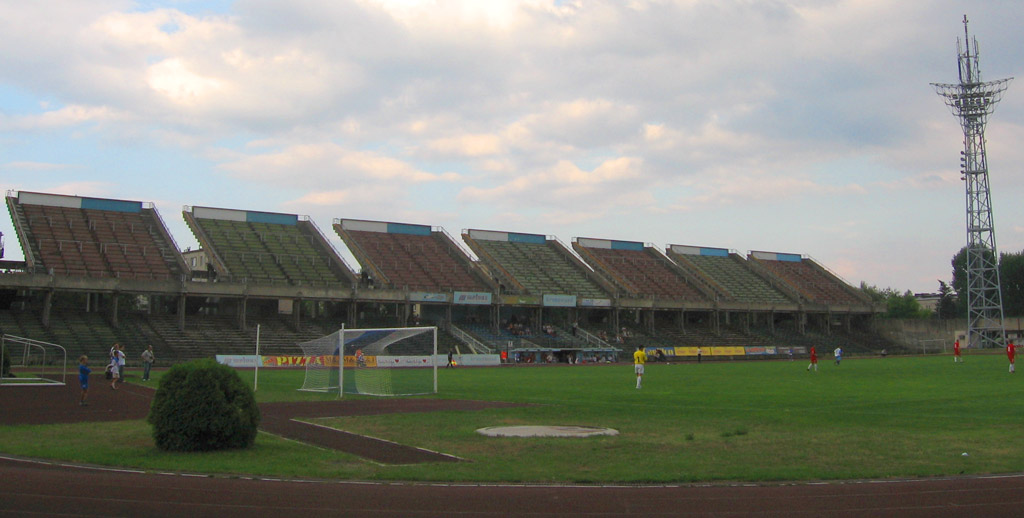
Stadion Stali Mielec przed przebudową

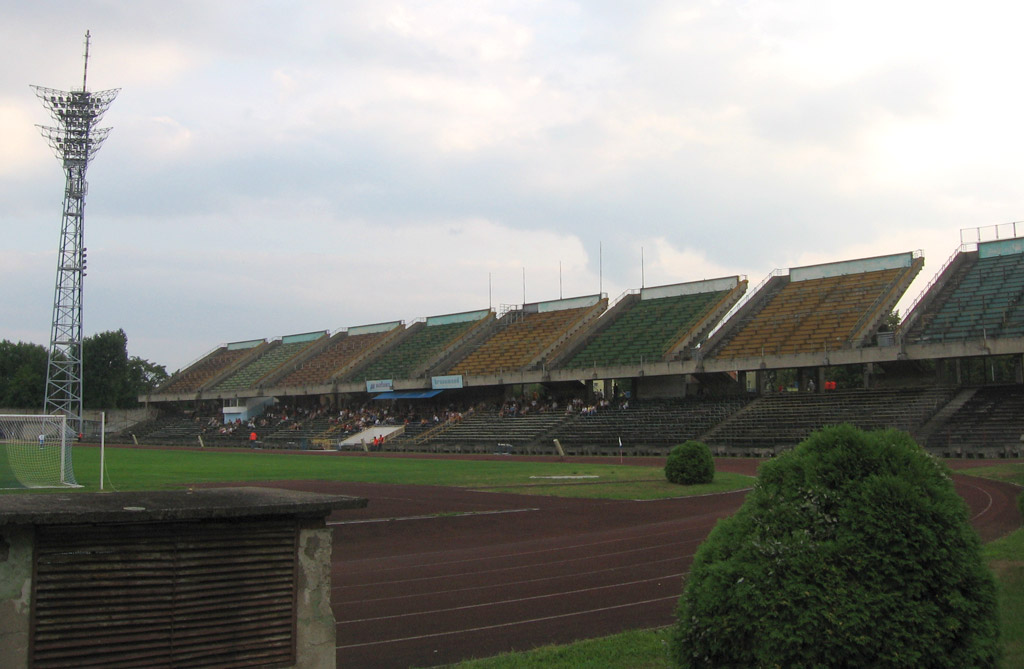
Trybuna od strony ul.Kusocińskiego

### PRL
Pierwsza część stadionu (główne boisko do piłki nożnej) została oddana w listopadzie 1953. Inauguracyjnym meczem było spotkanie towarzyskie z II-ligową Garbarnią Kraków (1:1) podczas uroczystości związanych z otwarciem stadionu. W kolejnym roku do użytku oddano już cały obiekt z 2 trybunami ziemnymi na 7 tys. widzów. Oprócz boiska powstały także bieżnia okólna, skocznie i inne urządzenia do lekkoatletyki, dwa boiska treningowe, boiska do siatkówki i koszykówki oraz korty tenisowe.
W latach 1972–1976 stadion został przebudowany i powstały nowoczesne dwupoziomowe trybuny na 30 tys. widzów (jak się później okazało na meczach z Realem Madryt, Hamburgerem SV oraz KSC Lokeren było 40 tys. kibiców).
W 1979–1980 wykonano sztuczne oświetlenie stadionu głównego. Posiadało ono wtedy największą moc w kraju – 1800 lx. Pierwszy mecz przy światłach odbył się 29 października 1980 i był to pierwszoligowy pojedynek Stal Mielec – ŁKS Łódź (3:0).

### III RP
Z powodu zmiany ustroju w Polsce, a co za tym idzie powolnego upadku WSK-Mielec, działalność Stali powoli zaczęła się kurczyć. Prywatni sponsorzy nie byli w stanie zapewnić wystarczających środków finansowych w celu utrzymania obiektów, jak i samego wielosekcyjnego klubu sportowego. Od 22 lutego 1990 na wschodniej części stadionu funkcjonował bazar w czwartki i soboty do momentu rozpoczęcia remontu obiektu.
W wyniku dużych kłopotów finansowych FKS Stal Mielec został rozwiązany w 1997, a w miejscu jego sekcji powstały niezależne kluby. Stadion jest aktualnie wykorzystywany przez kluby FKS Stal Mielec oraz LKS Stal Mielec.
Stadion dzięki decyzji Rady Miasta Mielca został poddanych w latach 2010–2013 generalnemu remontowi (patrz Remont stadionu). Mecz inauguracyjny na ponownie otwartym obiekcie został rozegrany 31 sierpnia 2013 roku o godzinie 19:00 z drużyną Wigry Suwałki.
15 lipca 2015 roku Komisja ds. Licencji Klubowych Polskiego Związku Piłki Nożnej poinformowała, że Termalica Bruk-Bet Nieciecza rozegra trzy mecze na stadionie w Mielcu z: Zagłębiem Lubin, Górnikiem Zabrze i Lechem Poznań. Jest to wynik rozwiązania, które pozwoliło klubowi z Niecieczy rozgrywać mecze w Ekstraklasie do czasu zakończenia przystosowania własnego obiektu do wymogów licencyjnych najwyższej klasy ligowych rozgrywek w piłkę nożną w Polsce.
31 sierpnia 2015 roku z powodu przedłużającego się remontu stadionu w Nieczeczy klub Termalica Bruk-Bet Nieciecza przedłużył wynajem stadionu na kolejne trzy spotkania z: Pogonią Szczecin, Górnikiem Łęczna, Lechią Gdańsk 29 października 2015 roku Komisja Licencyjna PZPN z powodu procedur oddania stadionu zaleciła rozegranie meczu drużyny z Niecieczy z Podbeskidziem Bielsko-Biała w Mielcu.
W sezonie ekstraklasy 2017/2018 ze względu na terminarz rozgrywek klub Sandecja Nowy Sącz, który rozgrywał dotychczas swoje mecze na stadionie w Niecieczy (z powodu remontu stadionu w Nowym Sączu), wybrał stadion w Mielcu do rozegrania swojego spotkania z drużyną Cracovii w grupie spadkowej Ekstraklasy.
23 sierpnia 2024 roku uroczyście nadano obiektowi imię Grzegorza Lato.

#### Remont

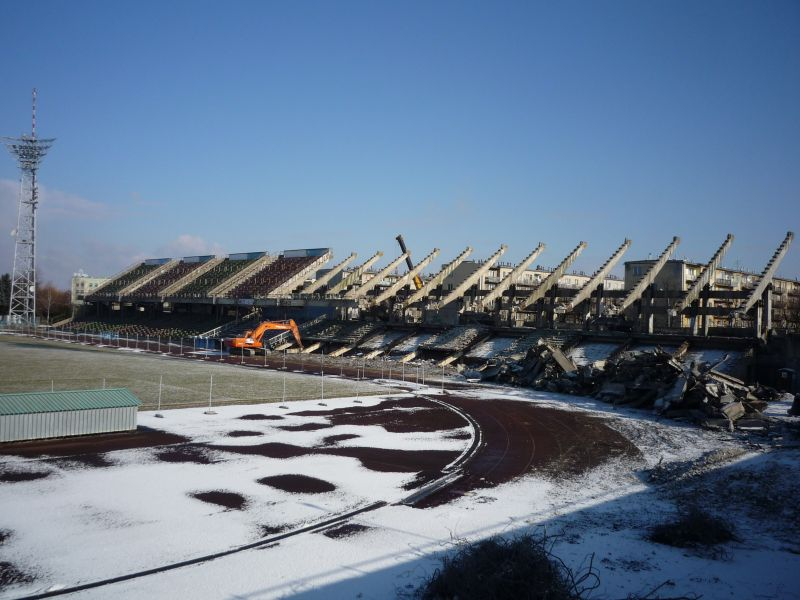
Rozbierana trybuna od ul. Solskiego

W pierwotnej starszej wersji przebudowy pojemność stadionu miała zostać zmniejszona z 30 tysięcy do 12 tysięcy widzów. Górne trybuny miały zostać zburzone, dolne natomiast zmodyfikowane i zadaszone. Powstać miała także nowa, zadaszona trybuna w miejscu mostku łączącego obie strony trybun, nowa bieżnia oraz podgrzewana płyta boiska. Odnowione miały zostać maszty oświetleniowe. Koszt remontu szacowany był na 20 milionów PLN. Projekt przebudowy miał być gotowy do końca 2008 roku, prace budowlane miały rozpocząć się w 2009 roku.
W 2008 do miasta zgłosił się inwestor, który zaproponował nowe rozwiązanie. Według jego planów w ciągu 3–4 lat powstałby nowy stadion na 8500 miejsc, parking i inne obiekty sportowe na terenie obecnych błoń miejskich. W zamian za to otrzymałby tereny na których stoi obecny stadion, na których wybudowałby galerię handlową z multikinem. Po przedstawieniu przez inwestora szczegółów, koncepcja była rozważana przez miejskich radnych, którzy jednak odrzucili złożoną propozycję.
Biuro Obsługi Budownictwa Mariusz Fabjanowski z Wrocławia wygrało ogłoszony przetarg na opracowanie dokumentacji projektowej modernizacji stadionu sportowego MOSIR w Mielcu, który kosztował Gminę Miejską Mielec 180 560 złotych. Do przetargu stanęło 14 firm związanych z branżą. Najdroższa oferta opiewała na kwotę grubo ponad milion złotych. Taka cenowa rozbieżność wprawiła w zakłopotanie urzędników, którzy obawiali się, że gdy wybiorą, zgodnie z zasadami przetargu, najtańszego wykonawcę, mogą być kłopoty z wykonaniem dokumentacji.
Radni Miasta Mielca brali w głosowaniach pod uwagę następujące koncepcje:
- wyburzenie starego stadionu i postawienie w tym samym miejscu nowego obiektu
- remont dotychczasowego stadionu z bardzo szerokimi zmianami i rozwiązaniami
- wyburzenie obiektu i przeniesienie go w inny rejon miasta.

Zwyciężyła tym samym koncepcja druga. 29 września 2010 roku Urząd Miejski rozpoczął poszukiwania wykonawcy, który w dwa lata przeprowadzi wszystkie prace na obiekcie. W planie jest demontaż górnych trybun, gruntowna modernizacja dolnych wraz z pomieszczeniami znajdującymi się pod nimi, remont tak zwanego mostku pomiędzy trybunami, zadaszenie dolnych trybun, zmiana układów komunikacyjnych, modernizacja hali lekkoatletycznej, budowa nowej bieżni lekkoatletycznej, nowej płyty boiska z infrastrukturą towarzyszącą i remont masztów oświetleniowych.
Firma, która przedstawiła najkorzystniejszą ofertę na przebudowę mieleckiego stadionu w opinii Urzędu Miejskiego to warszawski Tamex, który prace wycenił na nieco ponad 36,5 miliona złotych. Do przetargu stanęło 12 firm, których oferty sięgały od 36,5 do ponad 52 milionów złotych. W budżecie miasta na 2011 rok znalazło się 12 milionów na pierwszy etap prac, który zakłada totalne przebudowanie trybuny wschodniej stadionu. Wiadomo także, że pieniądze na drugi etap, ponad 24 miliony, będą w zabezpieczone w budżecie w 2012 roku, zgodnie z uchwaloną prognozą finansową miasta. Za ponad 36 milionów firma Tamex rozbierze większą część konstrukcji obecnego stadionu, przebuduje dolne trybuny, zamiast górnych sektorów powstanie dach. Zmodernizowany zostanie mostek, pod którym powstaną nowe wejścia na obiekt. Będzie nowa bieżnia i płyta boiska, z miejscem przygotowanym pod ewentualny montaż w przyszłości ogrzewania murawy. Będą nowe pomieszczenia pod trybunami, rozplanowane i wyposażone we współczesnych standardach, w tym nowa hala lekkoatletyczna. Wyremontowane zostanie oświetlenie meczowe stadionu. Na tarasach powstaną punkty handlowe. Powstanie pełny monitoring, system sprzedaży biletów i identyfikacji kibiców, nowe wyjścia ze stadionu, zniknie fosa oddzielająca trybuny od boiska.

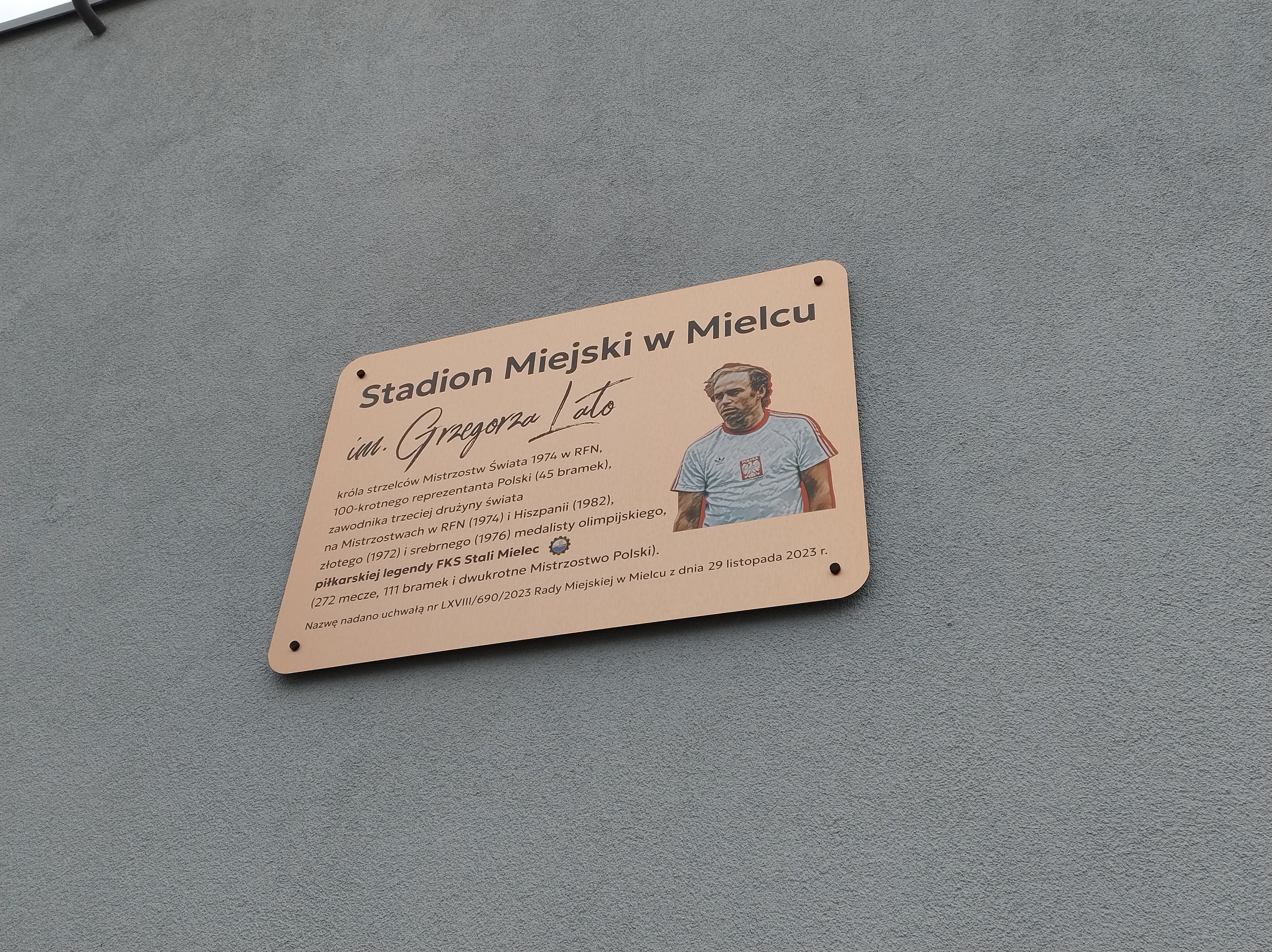
Tablica pamiątkowa na ścianie stadionu (2025)

#### Patronat
29 listopada 2023 Grzegorz Lato został patronem stadionu na mocy uchwały nr LXVIII/690/2023 Rady Miejskiej w Mielcu. Podczas uroczystości 23 lipca 2024 na stadionie odsłonięto pamiątkową tablicę.

## Mecze reprezentacji

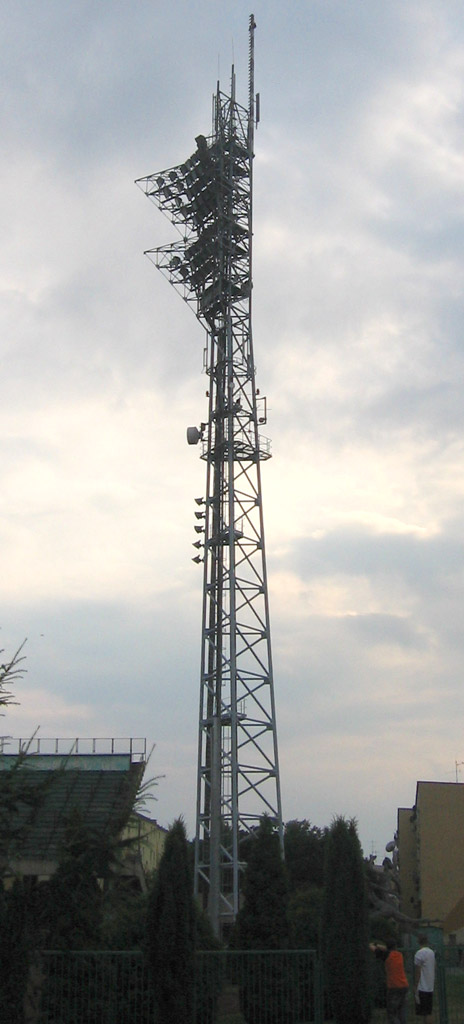
Jeden z 4 jupiterów

Na mieleckim stadionie rozegrano 4 mecze pierwszej reprezentacji Polski:
| Data                 | Typ  | Mecz (Strzelcy goli)                                                                | Wynik     |
| -------------------- | ---- | ----------------------------------------------------------------------------------- | --------- |
| 31 października 1984 | eMŚ  | Polska – Albania (Włodzimierz Smolarek, Andrzej Pałasz – Bedri Omuri, Agustin Kola) | 2:2 (1:0) |
| 9 września 1992      | tow. | Polska – Izrael (Roman Szewczyk – Roni Rosenthal)                                   | 1:1 (1:1) |
| 12 października 1994 | eME  | Polska – Azerbejdżan (Andrzej Juskowiak)                                            | 1:0 (1:0) |
| 1 maja 1996          | tow. | Polska – Białoruś (Wojciech Kowalczyk – Petr Kaczuro)                               | 1:1 (1:0) |

mecz reprezentacji Polski U-18:
| Data             | Typ  | Mecz (Strzelcy goli)                                              | Wynik     |
| ---------------- | ---- | ----------------------------------------------------------------- | --------- |
| 24 września 2013 | tow. | Polska – Rumunia (10' Mares – k.66' Tomasiewicz; 75' Bochniewicz) | 2:1 (0:1) |

mecz reprezentacji Polski kobiet:
| Data            | Typ  | Mecz (Strzelcy goli) | Wynik |
| --------------- | ---- | -------------------- | ----- |
| 4 września 2018 | eMŚk | Polska – Szwajcaria  | 0:0   |

## Stacja nadawcza
Trzy spośród czterech jupiterów nad stadionem, poza oświetleniem murawy są nadajnikami programów radiowych. Z północnego jupitera nadawany jest program Polskiego Radia Rzeszów oraz Radia Maryja, zachodni emituje sygnał Polskiego Radia 24, a południowy - Radia Leliwa. Jupitery używane są do emisji programu z przerwami od 1992 roku. 